# 1596
1596 (MDXCVI) var ett skottår som började en måndag i den gregorianska kalendern och ett skottår som började en torsdag i den julianska kalendern.

## Händelser

### Juni
- 25 juni – Willem Barents upptäcker Spetsbergen.[1]

### Augusti
- Augusti – David Fabricius upptäcker stjärnan Mira.

### Okänt datum
- Karl Gustavsson Stenbock förordnas som ståthållare på Kalmar slott.
- En stor beskickning från polska ständerna anländer i Sverige till stöd för Sigismunds rätt till tronen.
- De finska bönderna i Österbotten, norra Tavastland och Savolax reser sig mot Sigismunds ståthållare Klas Fleming i det så kallade Klubbekriget. Upproret stöds av hertig Karl men slås sedan ner.
- Ärkebiskop Abraham Angermannus sänds ut för att visitera de svenska stiften och spåra upp omoral bland befolkningen. Han finner mycket omoral och verkställer många straff.
- Sverige drabbas av svår missväxt.
- Cesare Baronius utnämns till kardinal i romersk-katolska kyrkan.
- San Felipe-affären avslöjas i Japan.
- Arbeten påbörjas med byggnationen av Sveriges första kanal, Karl IX:s kanal, föregångare till Hjälmare kanal.

## Födda
- 1 januari – Elisabet Ribbing, svensk hovfunktionär.
- 13 januari – Jan van Goyen, nederländsk landskapsmålare.
- 10 mars – Maria Elisabet, svensk prinsessa, dotter till Karl IX och Kristina av Holstein-Gottorp.
- 16 mars – Ebba Brahe, svensk entreprenör, brukspatron, hovfunktionär och grevinna.
- 31 mars – René Descartes, fransk filosof och matematiker.
- 23 juni – Johan Banér, svensk fältherre.
- 16 augusti – Fredrik V av Pfalz.
- 19 augusti – Elizabeth Stuart, drottning av Böhmen.
- 1 november – Pietro da Cortona, italiensk målare och arkitekt.

## Avlidna
- 28 januari – Francis Drake, brittisk sjömilitär och pirat.
- 13 mars – Taddeo Landini, italiensk skulptör under senrenässansen.
- 6 maj – Catherine de Guise, fransk hertiginna och politisk aktör.
- Karin Hansdotter, frilla (älskarinna) till Johan III och mor till flera av hans frillobarn.

### Fotnoter
1. ↑  World Statesmen